# Zentralbibliothek der Sportwissenschaften
Die Zentralbibliothek der Sportwissenschaften (ZBS oder ZBSport) der Deutschen Sporthochschule Köln ist die zentrale wissenschaftliche Fachbibliothek für die Bundesrepublik Deutschland und die weltweit größte Spezialbibliothek im Bereich des Sports und der Sportwissenschaften.
Die Zentralbibliothek der Sportwissenschaften ist die Universitätsbibliothek der Deutschen Sporthochschule Köln.

## Bestände
Die ZBS verfügt über folgende Bestände (Stand 1. Januar 2020):
- 0860 laufend gehaltene Zeitschriften
- 011.292 elektronische Zeitschriften
- 0434.381 Medien davon: 1.624 Videokassetten und 3.882 DVDs und CDs
- 06.136 Dissertationen
- 012.475 US-Dissertationen auf Microfiche und z. T. als PDF-Dateien
- 022.796 Diplomarbeiten
- 08.764 Bände in der Lehrbuchsammlung

Des Weiteren befinden sich in der Zentralbibliothek zahlreiche historische Sammlungen. Das Sondersammelgebiet Sportwissenschaft wurde von 1977 bis 2014 von der Deutschen Forschungsgemeinschaft (DFG) gefördert.